# Lenílson Batista de Souza
Lenílson Batista de Souza (*Salvador de Bahía, Brasil, 1 de mayo de 1981) es un exfutbolista brasilero. Jugaba de volante.

## Clubes
| Club                   | País                | Año       |
| ---------------------- | ------------------- | --------- |
| Atlético Mineiro       | Bandera de Brasil   | 2003-2004 |
| Marília AC             | Bandera de Brasil   | 2004      |
| XV Piracicaba          | Bandera de Brasil   | 2004-2005 |
| Tupi FC                | Bandera de Brasil   | 2005      |
| Stabæk IF              | Bandera de Noruega  | 2005      |
| EC Noroeste            | Bandera de Brasil   | 2005-2006 |
| São Paulo FC           | Bandera de Brasil   | 2006-2007 |
| Jaguares de Chiapas    | Bandera de México   | 2007-2008 |
| Atlético Mineiro       | Bandera de Brasil   | 2008      |
| Paraná Clube           | Bandera de Brasil   | 2009      |
| Esporte Clube Vitoria  | Bandera de Portugal | 2010      |
| Duque de Caxias        | Bandera de Brasil   | 2010-2011 |
| Clube Atlético Linense | Bandera de Brasil   | 2012      |
| Guaratinguetá Futebol  | Bandera de Brasil   | 2012-     |
| Clube Atlético Linense | Bandera de Brasil   | 2013 -    |

- Datos: Q6523471